# Großwürdenträger des Französischen Kaiserreichs
Die Gruppe der Großwürdenträger des Französischen Kaiserreichs (französisch Grands dignitaires de l’Empire français) bildete im Ersten Kaiserreich unter Kaiser Napoleon I. von 1804 bis 1814 und 1815 den Personenkreis der obersten Würdenträger des Staates und bei Hof. Mit der Restauration der Bourbonen abgeschafft, wurden diese Ämter im Zweiten Kaiserreich unter Kaiser Napoleon III. nicht wieder eingeführt.

## Geschichte
Mit der Verfassung (Senatus Consultum) vom 18. Mai 1804 führte Napoleon für seinen Staat sechs neue Ämter ein, die in groben Zügen den Erzämtern des Heiligen Römischen Reichs nachgebildet waren. Es waren diese die Ämter eines Reichserzkanzlers (archichancelier de l’Empire), Staatserzkanzlers (archichancelier d’État), Erzschatzmeisters (architrésorier), Großwahlherrn (grand électeur), Kronfeldherrn (connétable) und Großadmirals (grand amiral).
In den folgenden Jahren schuf Napoleon weitere Positionen, deren Inhaber den Großwürdenträgern von 1804 gleichgestellt waren. So wurden 1807 die Ämter eines Vize-Kronfeldherrn (vice-connétable), Vize-Großwahlherrn (vice-grand-électeur) und Vize-Großadmirals (vice-grand-amiral) eingeführt, 1809 die Ämter eines Generalgouverneurs der Departements jenseits der Alpen (gouverneur général des départements au-delà des Alpes), Generalgouverneurs der Departements von Holland (gouverneur général des départements de Hollande) und Großherzogs der Toskana (grande-duc de Toscane), schließlich 1810 das Amt eines Generalgouverneurs der Departements Rom und Trasimeno (gouverneur général des départements de Rome et du Trasimène).
Bei der Besetzung der einzelnen Ämter griff der Kaiser der Franzosen von 1804 bis 1814 und 1815 in starkem Ausmaß auf seine nähere Verwandtschaft zurück. So zählten zu den Großwürdenträgern Napoleons Geschwister Joseph, Louis und Elisa, seine Schwäger Joachim Murat und Camille Borghèse sowie sein Stief- und Adoptivsohn Eugène de Beauharnais. Die ebenfalls zu Großwürdenträgern ernannten Lebrun und Cambacérès waren zwar nicht mit Napoleon verwandt, hatten aber während des 2. Konsulats vom 24. Frimaire VIII zusammen mit ihm die drei höchsten Ämter des Staates bekleidet.
Joseph Fesch, Erzbischof von Lyon und Kardinal, war ein Halbonkel Napoleons und erhielt 1805 die Funktion des Großalmoseniers des Kaiserreiches (grand aumônier de l’Empire) übertragen, die in der Tradition des bereits im Ancien Régime existierenden Amtes des Großalmoseniers von Frankreich stand und dem Haushalt des Kaisers zugeordnet war. Es zählte daher nicht, wie immer wieder zu lesen ist, zur Gruppe der Großwürdenträger des Kaiserreichs.

## Funktion und Privilegien

Das Wappen von Lebrun, duc de Plaisance, als Großwürdenträger (architrésorier) zeigte im blauen Schildhaupt die Bienen der princes grands-dignitaires, dazu den Wappenmantel und den Federhut der Großwürdenträger sowie das Großkreuz der Ehrenlegion.

Das Wappen von Cambacérès, duc de Parme, als Großwürdenträger (archichancelier) zeigte im blauen Schildhaupt die Bienen der princes grands-dignitaires, dazu den Wappenmantel und den Federhut der Großwürdenträger sowie das Großkreuz der Ehrenlegion.

Das Wappen von Berthier, prince souverain de Neuchâtel et de Valangin, prince de Wagram und Großwürdenträger (vice-connétable), zeigte sowohl die Bienen der princes grands-dignitaires als auch den Adler der princes de l’Empire, dazu den Wappenmantel und die Rangkrone eines prince sowie das Großkreuz der Ehrenlegion.

Bei den Ämtern der Großwürdenträger handelte es sich im Wesentlichen um reine Ehrentitel, auch wenn ihnen durch die Verfassung des Kaiserreiches bestimmte Funktionen zugewiesen waren.
Die Großwürdenträger wurden vom Kaiser der Franzosen auf Lebenszeit ernannt und waren unabsetzbar.
Sie waren den princes de l’Empire der noblesse impériale gleichgestellt und rangierten als  princes grands-dignitaires im Protokoll zwischen den princes souverains und den ducs de l’Empire. Von Amts wegen waren alle Großwürdenträger außerdem Senatoren und Staatsräte, bildeten den Großen Rat des Kaisers und waren Mitglieder des Geheimen Rates. Die Ämter der Großwürdenträger waren in der Regel nicht mit den normalen Ministerämtern des Kaiserreichs vereinbar, doch hatten die Großwürdenträger Anspruch auf eine finanzielle Vergütung von einer Drittelmillion Franc pro Jahr. Allein der Kaiser konnte einen Großwürdenträger durch Verhaftung, Entfernung oder Verbannung für höchstens ein Jahr sanktionieren.
Das System der napoleonischen Heraldik sah für die Großwürdenträger eine Reihe von Amtssymbolen vor, die ihren besonderen Rang auch bildlich kenntlich machten. Jene ducs de l’Empire, die zur Gruppe der Großwürdenträger zählten ohne Mitglieder der kaiserlichen Familie zu sein, führten anstatt des an sich für die ducs der noblesse impériale  vorgesehenen sternenbesetzten roten Schildhauptes das blaue Schildhaupt der princes, das jedoch nicht mit dem goldenen napoleonischen Adler, sondern mit goldenen heraldischen Bienen („Napoleonische Bienen“) versehen war. Auf dem Schild befand sich die heraldische Kopfbedeckung ihres Adelsranges, dahinter gingen helmdeckenartige goldene Arabesken hervor. Ferner stand ihnen ein innen mit Hermelin gefütterter, außen blauer und mit goldenen Bienen besäter Wappenmantel zu, der oben von einer hermelingestulpten blauen, dem Kurhut ähnlichen Ehrenmütze (bonnet d’honneur) gehalten wurde. Jene princes de l’Empire, die zur Gruppe der Großwürdenträger zählten ohne Mitglieder der kaiserlichen Familie zu sein, führten in ihrem blauen Schildhaupt sowohl die goldenen Bienen der princes grands-dignitaires als auch den goldenen Adler der princes de l’Empire. Ihre Wappenmäntel und ihre Rangkronen entsprachen denen der übrigen princes der noblesse impériale.

## Liste der Ämter und ihrer Inhaber

### Ernennung 1804
- Reichserzkanzler (archichancelier de l’Empire): Jean-Jacques Régis de Cambacérès
- Staatserzkanzler (archichancelier d’État): Eugène de Beauharnais
- Erzschatzmeister (architrésorier): Charles-François Lebrun
- Großwahlherr (grand électeur): Joseph Bonaparte
- Kronfeldherr (connétable): Louis Bonaparte
- Großadmiral (grand amiral): Joachim Murat

### Ernennung 1807
- Vize-Kronfeldherr (vice-connétable): Louis-Alexandre Berthier
- Vize-Großwahlherr (vice-grand-électeur): Charles-Maurice de Talleyrand-Périgord

### Ernennung 1809
- Generalgouverneur der Departements jenseits der Alpen (gouverneur général des départements au-delà des Alpes): Camille Borghèse
- Großherzog der Toskana (grand-duc de Toscane): Elisa Bonaparte

### Ernennung 1810
- Generalgouverneur der Departements von Holland (gouverneur général des départements de Hollande): Charles-François Lebrun

### Nicht besetzt
- Vize-Großadmiral (vice-grand-amiral)
- Generalgouverneur der Departements Rom und Trasimeno (gouverneur général des départements de Rome et du Trasimène)